# Drobna plamistość liści kukurydzy
Drobna plamistość liści kukurydzy lub antraknoza kukurydzy – grzybowa choroba roślin wywoływana przez workowca Kabatiella zeae.

## Występowanie i szkodliwość
Po raz pierwszy w Polsce chorobę tę zaobserwowano w 1980 r. Obecnie występuje w całym kraju, ale najbardziej poraża rośliny w północnej i środkowej części kraju, natomiast w południowych częściach kraju pojawia się w nasileniu w lata wilgotne i chłodne. Na wystąpienie choroby oprócz warunków pogodowych ma wpływ uszkodzenie liści na skutek żerowania szkodników.
Infekcja sprzyja atakowaniu kukurydzy przez inne grzyby np. wywołujące zgorzel podstawy łodygi. Jeżeli choroba wystąpi wcześnie to kukurydza w sierpniu może już dojrzeć, co powoduje stratę plonu rzędu 10% oraz pogorszenie jakości np. sporządzanej z niej kiszonki.

## Objawy
Choroba atakuje liście, a w przypadku silnego porażenia również pochwy liściowe i liście okrywowe kolb. Początkowo choroba objawia się występowaniem na liściach małych i prześwitujących punkcików, następnie pojawiają się małe  okrągłe lub owalne plamy (1–4 mm średnicy) o jasnobrunatnym pierścieniu i prześwitującą zewnętrzną obwódką. Później środek plamki wysycha, a jasnobrunatny pierścień zmienia kolor na czerwonobrunatny. Początkowo plamy na liściu są pojedyncze, ale szybko rozprzestrzeniają się zajmując całą powierzchnię. Przy silnym porażeniu następuje przedwczesne zamieranie liści, a czasami nawet całych roślin.

## Epidemiologia
Zarodniki wywołujące chorobę zimują na ziarnie i resztkach pożniwnych. Wiosną tworzą na nich acerwulusy, w których powstają zarodniki konidialne. Rozprzestrzeniają się w czasie wilgotnej pogody zakażając siewki młodej kukurydzy. Okres inkubacji trwa 7-10 dni.

## Zwalczanie
Zwalczanie antraknozy polega na zaprawianiu ziarna siewnego, zaorywaniu resztek pożniwnych, przestrzeganie 4-letnich przerw w uprawie kukurydzy na tym samym polu oraz stosowaniu fungicydów.